# Jeux du Canada d'été de 1997
Les Jeux du Canada d'été de 1997 sont des compétitions sportives qui ont opposé les provinces et les territoires du Canada au cours de l'été 1997.
Les Jeux du Canada sont présentés tous les deux ans, en alternance l'hiver et l'été. En 1997, les jeux ont eu lieu à Brandon au Manitoba du 9 août au 23 août 1997.

## Tableau des médailles
| Province                  | Or | Argent | Bronze | Total |
| ------------------------- | -- | ------ | ------ | ----- |
| Alberta                   | 14 | 23     | 36     | 73    |
| Colombie-Britannique      | 31 | 36     | 32     | 99    |
| Manitoba                  | 8  | 9      | 7      | 24    |
| Île du Prince-Édouard     | 0  | 0      | 0      | 0     |
| Nouveau-Brunswick         | 2  | 8      | 7      | 17    |
| Nouvelle-Écosse           | 16 | 11     | 6      | 33    |
| Ontario                   | 64 | 36     | 54     | 154   |
| Québec                    | 46 | 49     | 31     | 126   |
| Terre-Neuve-et-Labrador   | 0  | 1      | 3      | 4     |
| Territoires du Nord-Ouest | 0  | 0      | 0      | 0     |
| Saskatchewan              | 8  | 14     | 12     | 34    |
| Yukon                     | 0  | 0      | 0      | 0     |